# Шостак, Екатерина Николаевна
Шо́стак Екатерина Николаевна (1814—20.10.1904) — Кавалерственная дама, директриса Николаевского института.

## Биография
Дочь нажившего большое состояние винными откупами Николая Михайловича Исленьева и Софьи Алексеевны, рожд. Горяиновой. В 1857—1863 гг. была начальницей Елизаветинского училища в Петербурге. С 1863—1892 гг. — начальница Петербургского Николаевского женского института. Замужем была за Львом Антоновичем Шостак. Награждена орденом Святой Екатерины малого креста. 
Имела близкие отношения с Александрой Андреевной Толстой и лично была знакома со Львом Николаевичем Толстым. Жена Толстого Софья Андреевна приходилась Е. Н. Шостак двоюродной племянницей.
Была близкой приятельницей Ивана Александровича Гончарова. И. А Гончаров, посещая по праздникам церковь к концу богослужения, поднимался в её квартиру, чтобы выпить кофе и приятно провести время. Однажды она выразила желание иметь небольшой столик «для удобства». При этом пояснила: «в таком роде, как у вас закусочный», — обратилась к Гончарову. Как видно, хозяйка знала обстановку холостой квартиры своего приятеля. В ближайший праздник этот столик был подарен Е. А Шостак

И.А.Гончаров, Е.Н.Шостак, А.К.Толстой, Н.М.Жемчужников, С.А.Толстая

## Вклад в развитие Николаевского женского института
Для воспитанниц института Е.Н. Шостак было организовано посещение экскурсий в музеях столицы и в ближайших её окрестностях, хотя в то время никто еще и не думал о подобной форме учебы не только в закрытых женских учебных заведениях, но и в открытых мужских. Воспитанниц института водили в петербургские музеи, вывозили в Кронштадт, Петергоф, Царское Село и т.д., а также в Юкки – через Парголово и Шуваловский парк. К большей части экскурсии составлялись особые планы. География экскурсий постоянно расширялась: летом 1896 г. ездили в Нижний Новгород, на всероссийскую промышленную выставку.
Также Е.Н. Шостак, открыла в 70-х годах «реальное отделение для малоспособных учениц» (с элементами трудовой помощи) при петербургском Николаевском сиротском институте. Здесь предлагался сокращенный (упрощенный) курс обучения, по выходе из заведения выпускницы получали места прислуги, домашних учительниц танцев и гимнастики.